# Boris Shraiman

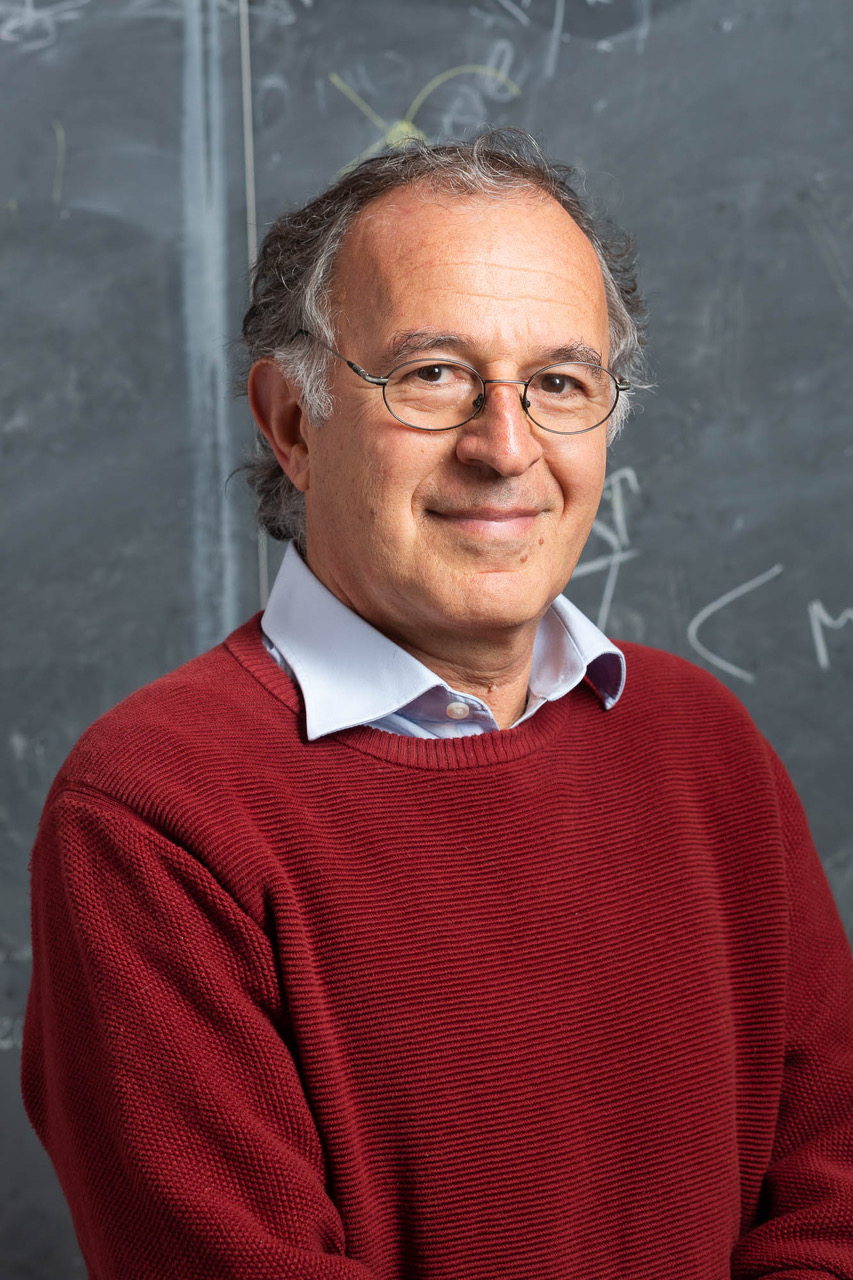
Boris Shraiman

Boris Isay Shraiman ist ein US-amerikanischer theoretischer Physiker und Biophysiker.
Shraiman wurde 1983 an der Harvard University in theoretischer Physik promoviert (bei Paul C. Martin) und war als Post-Doktorand an der University of Chicago bei Leo Kadanoff. Danach war er 16 Jahre Mitglied der Bell Laboratories (Abteilung theoretische Physik) in Murray Hill. 2002 wurde er Professor an der Rutgers University und ab 2004 war er am Kavli Institute for Theoretical Physics und Professor an der University of California, Santa Barbara.
Er befasst sich mit Statistischer Physik (wie Modelle von Antiferromagneten), Chaostheorie einschließlich Turbulenz und Biophysik, wo er Wechselwirkungen von Zellen in der Morphogenese (insbesondere Bildung von Organen wie Flügeln bei Drosophila) und von Individuen und Gen-Variationen (Polymorphismen) in der Populationsgenetik untersucht mit dem Ziel, mit Methoden der statistischen Mechanik die Mechanismen der Evolution besser zu verstehen.
Er untersuchte auch, wie Bakterien auf Basis der Wahrnehmung chemischer Stoffe suchen (Chemotaxis), was nicht immer aufgrund des Gradienten möglich ist, insbesondere wenn die Duftspur durch Turbulenzen unterbrochen ist (er schlug dafür eine Strategie vor die er Infotaxis nannte).
In der statistischen Hydrodynamik entwickelte er Lagrangefunktions-Modelle zur Beschreibung der Statistik großer Fluktuationen in homogener Turbulenz auf kleinen Skalen (die nicht durch die Theorie von Andrei Kolmogorow beschrieben werden kann).
Shraiman war Loeb Lecturer. 2011 wurde er in die National Academy of Sciences gewählt.

## Schriften
- mit C. E. Wayne, P. C. Martin: Scaling Theory for Noisy Period Doubling Transitions to Chaos, Phys. Rev. Lett., Band 46, 1981, S. 935
- mit Predrag Cvitanović, B. Soderberg: Scaling Laws for Mode Locking in Circle Maps, Physica Scripta, Band 32, 1985, S. 263
- mit D. Bensimon, L. Kadanoff, S. Liang, C. Tang: Viscous Fingering, Rev. Mod. Phys., Band 58, 1986, S. 977.
- mit Eric D. Siggia: Symmetry and Scaling in Turbulent Mixing, Phys. Rev. Lett., Band 77, 1996, S. 2463
- mit A. Pumir: Lagrangian Particle Approach to Large Eddy Simulations of Hydrodynamic Turbulence, J. of Statistical Physics, Band 113, 2003, S. 693–700
- mit E. D. Siggia: Scalar turbulence, Nature, Band 405, 2000, S. 639–646
- mit A. Punir, M. Chertkov: Geometry of Lagrangian Dispersion in Turbulence, Phys. Rev. Lett., Band 85, 2000, S. 5324
- mit A. Pumir, M. Chertkov: Lagrangian View of Turbulent Energy Transfer, Europhys. Lett., Band 56, 2001, S. 379–385
- mit E. Balkovsky: Olfactory search at high Reynolds numbers, Proc. Nat. Acad. Sci., Band 99, 2002, S. 12589–93, arxiv:nlin/0109019
- Mechanical feedback as a possible regulator of tissue growth, Proc. Nat. Acad. Sci. USA, Band 102, 2005, S. 3318–3323.
- mit L. Hufnagel, A. A. Teleman, S. M. Cohen, H. Rouault: On the mechanism of wing size determination in fly development; Proc. Nat. Acad. Sci. USA, Band 104, 2007, S. 3835–3840.
- mit M. Vergasolla, E. Villermaux: Infotaxis as a strategy for search without gradients, Nature, Band 445, 2007, S. 406–409, PMID 17251974.
- mit R. Neher, D. S. Fisher: Rate of adaptation in large sexual populations, Genetics, Band 184, 2010, S. 467–481, arxiv:1108.3464
- mit R. Neher: Statistical genetics and evolution of quantitative traits, Rev. Mod. Phys., Band 83, 2011, S. 1301
- mit Richard A. Neher: Fluctuations of fitness distributions and the rate of Muller's ratchet, Genetics, Band 191, 2012, S. 1283–1293, arxiv:1206.6782